# Conséquences de l'ouragan Katrina sur La Nouvelle-Orléans

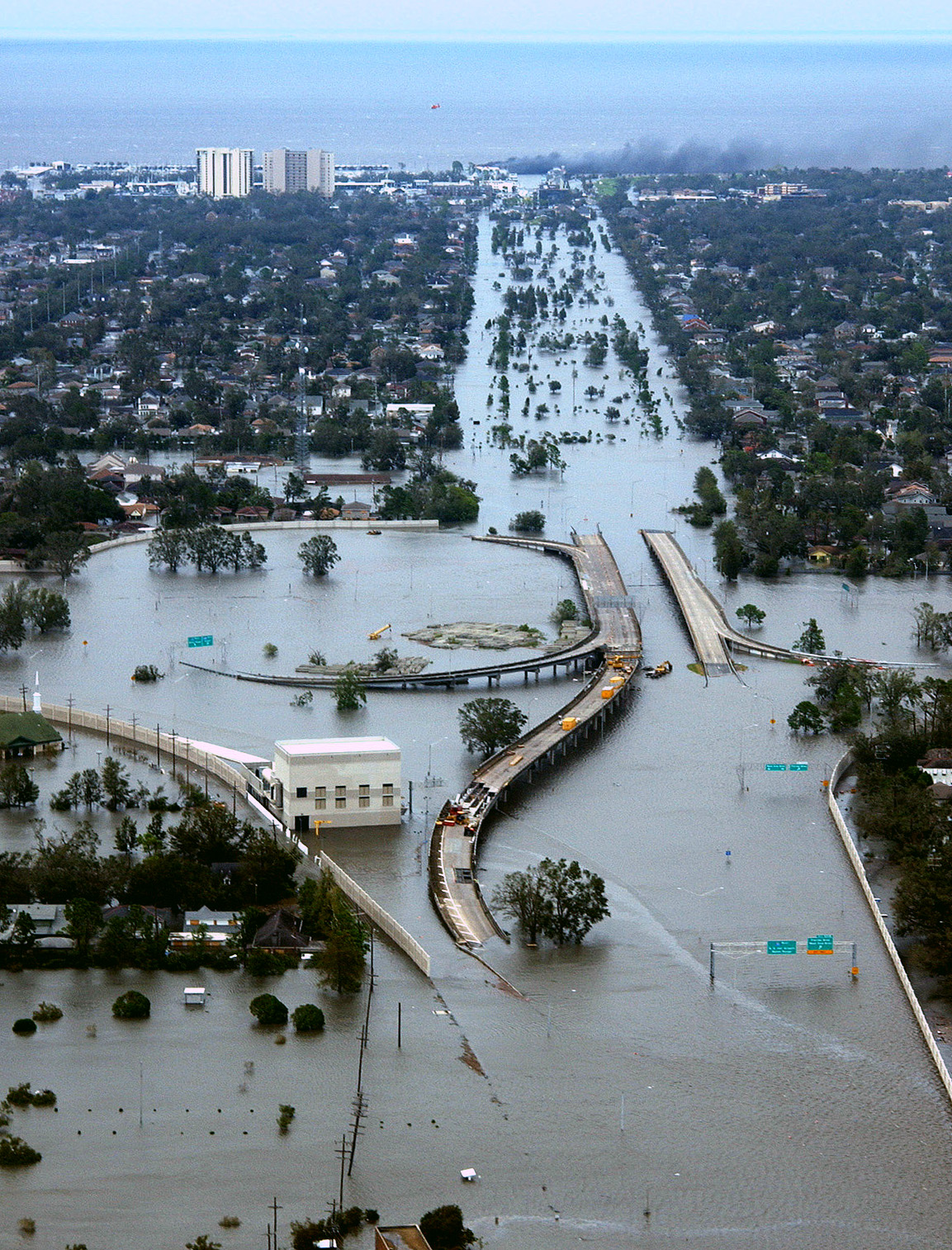

Les conséquences de l'ouragan Katrina sur La Nouvelle-Orléans concernent des biens, des services, des personnes et la société en août et septembre 2005. Elles furent humainement, socialement et économiquement désastreuses.
Le bilan confirmé de l'ouragan est de 1 833 morts (dont 1 577 en Louisiane, 238 au Mississippi, 14 en Floride et respectivement 2 en Géorgie et en Alabama). Les dommages économiques sont de 108 milliards de dollars. Les blessés restent indénombrables.
Beaucoup d'études ont porté sur le « comment a-t-on pu en arriver là ? » explorant la généalogie du désastre via l'étude rétrospective de vulnérabilités propres à la ville et/ou à sa population, et via l'étude des responsabilités politiques et des dysfonctionnements administratifs, plutôt que ses conséquences à court, moyen et long termes qui pour certaines pourraient s'apparenter à des séquelles de guerre ou d'autres désastres, et de reconstruction.

## Contexte

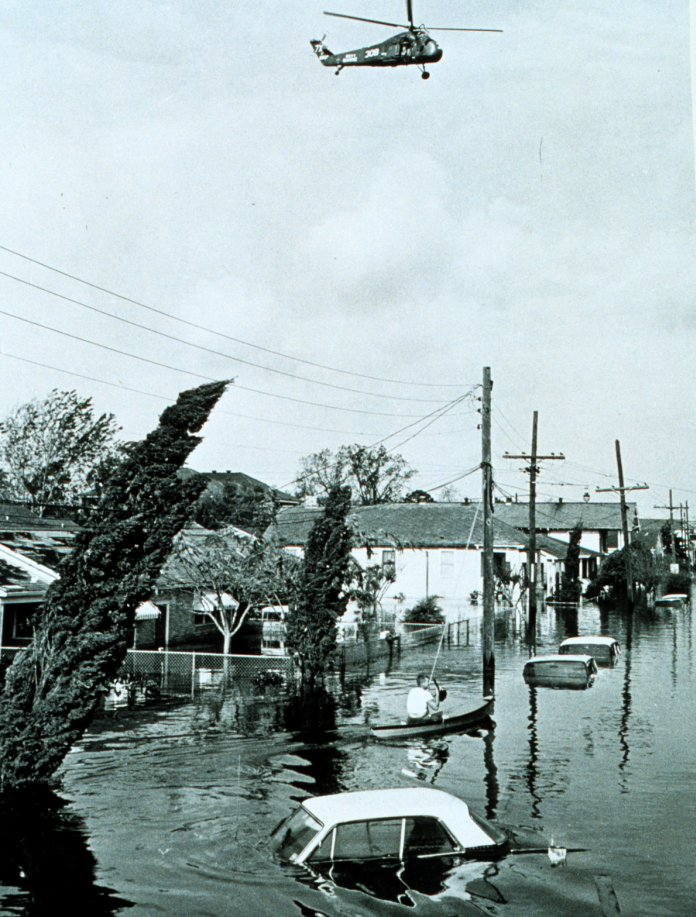
Inondations dans Lower Ninth Ward de la Nouvelle-Orléans après l'ouragan Betsy en 1965.

La Nouvelle-Orléans s'est établie sur un point haut naturel en bordure du Mississippi. Plus tard, quand la ville s'est étendue, des constructions ont été érigées sous le niveau moyen du lac Pontchartrain. Des voies navigables ont été creusées entre le lac et l'intérieur de la ville pour promouvoir le commerce maritime. Après la construction de l'Inner Harbor Navigation Canal en 1940, l'État a fermé ces précédentes voies de navigations fluviales, ce qui a eu pour conséquence une baisse importante du niveau de la nappe phréatique sous la ville.
En 1965, les inondations provoquées par l’ouragan Betsy mettent au premier plan la réflexion sur ce sujet. Cette même année, le Congrès vote le Flood Control Act of 1965, loi qui, entre autres choses, donne autorité au Corps du génie de l'armée des États-Unis pour la conception et la construction des moyens de protections contre les crues pour l'aire métropolitaine de La Nouvelle-Orléans sous réserve du principes de partage des coûts, dont certains ont fait l'objet de dérogations en vertu d'actes législatifs ultérieurs. Une fois les infrastructures réalisées les municipalités locales ont en charge leur maintenance.

## Chronologie
Le 29 août 2005, l’ouragan Katrina, prédit et suivi par les services de météo s'abat sur les côtes de Louisiane aux États-Unis.
Le 30 août 2005, un jour après le passage de l’ouragan Katrina, 80 % de la ville de La Nouvelle-Orléans est inondée. L'inondation a été provoquée par deux brèches du système de digue de sept mètres de hauteur qui protège la ville construite sous le niveau de la mer, entourée par le Mississippi au sud et le Lac Pontchartrain au nord. 
Le jeudi 1er septembre 2005 au soir, des unités de la Garde nationale de l'US Army arrivent sur les lieux pour empêcher les pillages, qui se sont généralisés, avec ordre de tirer pour tuer.

## Économie
De nombreuses collectes de fonds se sont organisées aux États-Unis en faveur des victimes de l'ouragan et les États-Unis ont accepté l'aide de l'ONU mais ces apports ont été insuffisants eu égard à l'ampleur des dégâts. Trois ans après la catastrophe les taxes augmentaient alors que la population était déjà l'une des populations urbaines les plus pauvres du pays (selon l’ONG Teach for America, plus de 30 % des adultes de la ville étaient fonctionnellement illettrés avant la catastrophe). L'accès aux aides a été rendu difficile, notamment aux populations pauvres, faisant que deux ans après la catastrophe (en juillet 2007) moins de 12 % des personnes ayant sollicité le Road Home avaient reçu une aide pour reconstruire ou réparer leur foyer. Et en novembre 2007 un tiers seulement des demandeurs avaient reçu une aide ; il a fallu attendre février 2008 pour atteindre les 50 %. En outre les aides financières étaient souvent dérisoires. Face aux tracasseries administratives et imposées par les assureurs privés, beaucoup d'habitants n'ont pas même fait appel, se tournant vers des "solidarités improvisées" qui ont eu les meilleurs résultats dans des artisans du bâtiment on pu s'allier à des juristes comme ce fut le cas dans le quartier de Lakeview (le premier reconstruit). Ce sont finalement des associations qui ont pris en main les reconstructions que les autorités n'arrivaient plus à porter, avec parfois des phénomènes d'exclusion ou de tensions de voisinage. 
Le maire de la ville a annoncé le licenciement de 3 000 employés de la ville pour des motifs budgétaires.

## Reconstruction
Elle a été plus lente que le retour des habitants. Selon un rapport du Metropolitan Policy Program (Brookings Institute, 2008a), après deux ans l'unique hôpital de la ville était encore fermé et seuls deux tiers des écoles et 50 % des maternelles étaient à nouveau disponibles. Dans les années qui ont suivi des coupures d’électricité ont accompagné presque chaque orage et des coupures d’eau et de gaz se sont produites à la suite de la corrosion induite par l'intrusion salée de 2005. Le ramassage des ordures et des restes de construction se faisait mal, entretenant le ressentiment d'une partie de la population ou son départ ailleurs. La rénovation a coûté 27 milliards de dollars en 2010, dont 15 milliards  pour renforcer les protections de la ville, contre les ouragans.

## Autorités a la  forces de l'ordre
Le président George W. Bush est accusé de ne pas avoir réagi assez vite et de s'être rendu à La Nouvelle-Orléans trop tard.
Le chef de la police a annoncé sa démission le 27 septembre 2005 et 250 policiers sur un effectif total de 1 700 pourraient faire face à des sanctions disciplinaires pour manquement à leurs devoirs durant et après le passage de Katrina.

## Effets sur la population et la démographie urbaine
Fin janvier 2006, selon le Louisiana Weekly, le centre de la ville ne comptait plus que 144 000 habitants ; chiffre à comparer aux presque 500 000 enregistrés avant l'ouragan. Il devrait atteindre les 181 000 en septembre 2006 et les 247 000 deux ans plus tard. De nombreux habitants revenus durant l’hiver 2005-2006 sont repartis l’année suivante. 
Une commission nommée Bring New Orleans Back (BNOB ) a été créée peu après la catastrophe par le maire. Elle a établi comme principe qu’un « quartier durable » nécessitait 5 000 à 10 000 habitants et des services de bases (écoles, transports publics, commerces, espaces récréatifs...
Chaque quartier détruit et en partie déserté devait alors « prouver » qu’il pouvait retrouver ce nombre d’habitants, faute de quoi la BNOB regrouperait les habitants épars dans d'autres quartiers jugés, eux, « viables » le reste devenant friches urbaines converties en parcs et futures zones d'expansion de crue. Winkler-Schmidt note en 2006 que cette stratégie n'a pu s'appliquer faute de budgets obtenus de la FEMA et face à la résistance d'associations de quartier. Cependant la menace qui a plané sur ces quartiers a encouragé les résidents à exagérer le nombre de personnes revenues ou prêtes à revenir.

## Planification de la reconstruction
Plusieurs Bureaux d'étude en urbanisme ont été missionnés par la ville ; ils ont produit (en concertation plus ou moins approfondie avec quartiers et habitants) plusieurs plans partiels, voire contradictoires selon divers auteurs, ,. La compilation de ces travaux et le choix de certaines priorités ont finalement abouti au "Unified New Orleans Plan" (de juillet 2006). Ce plan a cependant ensuite manqué de financement pour être décliné ;  au détriment de la cité et des bâtiments publics qui se dégradaient au vu et su de la population, donnant une impression d'incompétence à la municipalité et aux administrations d'État ou du pays supposées venir en aide. La population restante s'est alors peu à peu auto-organisée.
Le fait que la population de la ville ait fui ou ait été en partie été évacuée a changé sa composition ethnique ; La Nouvelle-Orléans qui était une ville à majorité noire est (re)devenue une ville blanche.

## Santé
Une conséquence inattendue et indirectement positive a été signalée dix ans après la catastrophe : la pollution superficielle des sols par le plomb, et la plombémie des enfants et donc le saturnisme infantile ont fortement diminué après l'inondation, à la suite du lessivage des sols et de la destruction de logements insalubres ou peints avec des peintures au plomb,.